# Và nơi đây bình minh yên tĩnh
Và nơi đây bình minh yên tĩnh (tiếng Nga: А зори здесь тихие) là một tiểu thuyết Liên Xô của nhà văn Boris Vasilyev được xuất bản lần đầu năm 1969. Lấy bối cảnh Chiến tranh Vệ quốc Vĩ đại của Liên Xô, tác phẩm nói về cuộc chiến đấu ở hậu phương của một nhóm pháo thủ nữ Hồng quân nhằm ngăn cản âm mưu phá hoại của một tiểu đội lính dù Đức Quốc xã. Khi được tạp chí Thanh niên xuất bản vào năm 1969, tiểu thuyết đã ngay lập tức được độc giả đón nhận và trở thành một trong những tác phẩm văn học về đề tài chiến tranh nổi bật nhất thập niên 1960 và 1970 ở Liên Xô. Cùng với Tên anh không có trong danh sách, đây được coi là tiểu thuyết ngắn xuất sắc nhất của Boris Vasilyev nói về Chiến tranh Vệ quốc vĩ đại. Bản dịch tiếng Việt của tiểu thuyết này được Nhà xuất bản Cầu vồng in chung cùng Tên anh chưa có trong danh sách với dịch giả Lê Đức Mẫn.
Tác phẩm đã nhiều lần được chuyển thể thành phim điện ảnh, trong đó bộ phim cùng tên sản xuất năm 1972 đã được đại diện cho điện ảnh Liên Xô tranh Giải Oscar cho phim ngoại ngữ xuất sắc nhất.

## Nội dung
Ở hậu phương của Liên Xô ở phía xa chiến tuyến, Hồng quân vào năm 1941 quyết định thành lập một tiểu đội pháo cao xạ toàn nữ để bảo vệ vùng trời Karelia. Chỉ huy nhóm chiến sĩ nữ này là Vaskov, sĩ quan dự bị duy nhất còn lành lặn mà chưa bị điều ra tiền tuyến. Sau những khó khăn làm quen ban đầu, viên sĩ quan cứng nhắc bắt đầu hòa nhập được với những người lình trẻ trung của mình, họ sống trong cảnh bình yên không hề có tiếng súng trong khi cả đất nước khi đó đang ở vào thời khắc hiểm nghèo nhất của chiến tranh.
Một ngày, các chiến sĩ nữ của Vaskov phát hiện dấu vết của hai lính dù Đức Quốc xã ở khu rừng gần nơi đóng quân của đơn vị. Vaskov quyết định dẫn năm chiến sĩ nữ là Komelkova, Brichkina, Osyanin, Chetvertak, Gurvich đi sâu vào rừng để ngăn chặn âm mưu phá hoại của người Đức. Nhưng tới vị trí phục kích, họ bất ngờ phát hiện ra rằng mình phải đối mặt không chỉ với hai, mà là cả một tiểu đội 16 lính dù Đức thiện chiến và được trang bị mạnh gấp bội. Vaskov quyết định cử một thành viên trong nhóm trở về báo tin còn anh cùng bốn chiến sĩ còn lại tiếp tục phục kích chỉ bằng súng trường và vài quả lựu đạn với hy vọng sẽ chờ được tiếp viện. Vaskov không ngờ rằng cô gái anh cử đi đã không bao giờ đến được đích, cô bị lạc và chết đuối trong vùng bùn lầy giữa rừng. Nhóm 5 chiến sĩ Hồng quân vừa đánh tỉa, vừa rút lui nhưng cũng không tránh khỏi thương vong, lần lượt từng cô gái của Vaskov hy sinh, chỉ còn lại một mình, Vaskov đã lừa được hai tên lính Đức cuối cùng tự trói trước khi lả đi vì vết thương nặng.
Tiểu thuyết kết thúc bằng chuyến viếng thăm của Vaskov cùng người con trai nuôi tới chiến trường xưa hai mươi năm sau cuộc chiến đấu cũ.

## Chuyển thể
Ngoài một chuyển thể sân khấu do Yuri Lyubimov thực hiện tại Moskva năm 1971, Và nơi đây bình minh yên tĩnh đã nhiều lần được chuyển thể thành phim. Năm 1972, bộ phim được Xưởng phim Gorky chuyển thể thành phim điện ảnh của đạo diễn Stanislav Rostotsky với phần kịch bản do Rostotsky và chính Boris Vasilyev chấp bút. Năm 2003 tới lượt Đài Truyền hình Trung ương Trung Quốc chuyển thể Và nơi đây bình minh yên tĩnh thành loạt phim truyền hình dài 19 tập.
Một bản phim mới của Nga, công chiếu đầu hè năm 2015.

### Phim truyền hình
Tại Trung Quốc, Và nơi đây bình minh yên tĩnh cùng Thép đã tôi thế đấy được coi là những tác phẩm Xô viết yêu thích của Đặng Tiểu Bình . Năm 2005 nhân kỉ niệm 60 năm ngày chiến thắng Phát xít Đức, Đài truyền hình trung ương Trung Quốc (CCTV) đã chuyển thể Và nơi đây bình minh yên tĩnh thành loạt phim truyền hình dài 19 tập với dàn diễn viên là người Nga. Trước đó vào năm 2003, Thép đã tôi thế đấy cũng đã được CCTV chuyển thể thành phim truyền hình với dàn diễn viên người Ukraina.
Phim truyền hình Và nơi đây bình minh yên tĩnh sau khi công chiếu đã được khán giả Trung Quốc đón nhận đồng thời có được nhiều lời khen từ phía Nga.